# Theridion ruwenzoricola
Theridion ruwenzoricola là một loài nhện trong họ Theridiidae.
Loài này thuộc chi Theridion. Theridion ruwenzoricola được Embrik Strand miêu tả năm 1913.